# Vệ sĩ Amazon
Vệ sĩ Amazon hay đội cận vệ đồng trinh (ở Libia được gọi là الراهبات الثوريات al-rāhibāt al- thawriyyāt có nghĩa là "Nữ tu cách mạng"), là tên không chính thức của báo giới chỉ về những nữ cận vệ, vệ sĩ có nhiệm vụ bảo vệ cựu lãnh đạo Libya, Muammar al-Gaddafi. Đội cận về này được thành lập vào đầu những năm 1980, sau khi Gaddafi trở thành người đứng đầu nhà nước ủng hộ của danh hiệu "Lãnh đạo anh em của nước Ả Rập nhân dân xã hội của Libya Jamahiriya". Nhiều người coi đội cận vệ này như là thứ trang sức vô giá của Đại tá Muammar Gaddafi.

## Đặc điểm
Đội nữ cận vệ gồm 40 cô gái xinh đẹp, có vóc dáng khỏe mạnh và khuôn mặt mang đậm nét đẹp Bắc Phi, tuy không đẹp như hoa hậu nhưng các cô được chọn đều có ngoại hình cân đối, dễ coi, vừa mạnh mẽ vừa quyến rũ, họ mặc quân phục vàng nhạt, xanh dương, đội mũ nồi đỏ. Những nữ vệ sĩ này không chỉ là người Lybia mà có cả những người đến từ nhiều nước Ả rập như Tunisia, Liban, Syria... và phần lớn đều đã được đào tạo ở Học viện Quân sự phụ nữ Tripoli
Một trong những tiêu chuẩn để được tuyển dụng vào đội này là tất cả đều phải trinh nguyên vì theo Đại tá Gaddafi, những cô gái trinh trắng sẽ là "bùa hộ mệnh" đem lại may mắn cho ông ta. Trước khi chính thức trở thành người kề cận bên ông Gaddafi, các nữ cận vệ phải thề tuyệt đối trung thành với chủ nhân và tuyệt đối "giữ mình", nhưng những nữ cận vệ đặc biệt xuất sắc vẫn được ở lại với đồng đội, ngay cả khi cô này bị nghi ngờ về sự trong trắng.
Đội "nữ vệ sĩ đồng trinh" xinh đẹp luôn theo sát Đại tá. Các cô vệ sĩ này được huấn luyện cực kỳ gắt gao, có sức khỏe tốt, biết sử dụng thành thạo tất cả các loại vũ khí hiện đại, và luôn mang theo súng trường tự động AK 47 hoặc AKM . Họ nổi bật bởi những trang phục thời trang, màu móng tay sơn cùng màu với báng súng, đi giày cao gót. họ đều giỏi võ.
Hầu hết các cô gái cận vệ đã tốt nghiệp các trường quân sự, nhiều người tốt nghiệp đại học và phần lớn đều đã được đào tạo ở Học viện Quân sự phụ nữ Tripoli. Người trực tiếp huấn luyện các nữ vệ sĩ đồng trinh chính là Đệ nhất phu nhân Safia Farkash Gaddafi. Người đứng đầu đội cận vệ còn phải kiêm thêm "nhiệm vụ cao cả" là chăm chút bộ râu cho chủ nhân Muammar Gaddafi. Nhiều tiết lộ cho biết một số cô gái trong đội cận vệ này được đào tạo thành những sát thủ.

## Chiến công
Những nữ cận vệ này luôn làm nhiệm vụ tháp tùng ông Gadafi trong những chuyến công du nước ngoài và luôn được chú ý của báo giới. Đặc biệt là vào năm 1998, khi ông Gaddafi bị một nhóm phần tử Hồi giáo phục kích, một nữ cận vệ đã lấy thân mình che chắn cho ông và đã hi sinh. Một số nữ cận vệ khác bị thương. Những nữ vệ sĩ này nói rằng họ sẽ không bao giờ lập gia đình vì họ đã nguyện hiến dâng cả cuộc đời cho chủ nhân của mình là ông Gaddafi.

## Chỉ trích
Giới truyền thông phương Tây từng nhiều lần chỉ trích sự lựa chọn này với lý lẽ, ông Gaddafi dường như muốn bắt chước kiểu chơi sang của các vua chúa Á Đông, sử dụng trinh nữ để cúng tiễn các vị thần trong khi đó giới Ả rập thì chỉ trích rằng, hình ảnh những nữ vệ sĩ trong bộ trang phục nam màu xanh, cùng với súng, vũ khí dắt đầy mình như vậy đã đi ngược lại các chuẩn mực của người phụ nữ Hồi giáo.
Mặc dù, có những tin đồn tình ái giữa ông Gaddafi và các nữ vệ sĩ, nhưng chưa có bất kỳ một vệ sĩ tại nhiệm nào chính thức lên tiếng về việc đó. Những gì họ nói ra là sự tôn sùng nhà lãnh đạo Libya, thậm chí có người còn tuyên bố, sẵn sàng hy sinh hết cuộc đời vì sự an nguy của Gaddafi. Một số giới truyền thông cũng cho rằng ông có một tình yêu thánh thiện với đội cận vệ của mình.